# Vîșneve, Peatîhatkî
Vîșneve (în ucraineană Вишневе) este o așezare de tip urban din raionul Peatîhatkî, regiunea Dnipropetrovsk, Ucraina. În afara localității principale, nu cuprinde și alte sate.

## Demografie
Componența lingvistică a așezării de tip urban Vîșneve
     Ucraineană (93,94%)
     Rusă (5,86%)
     Alte limbi (0,2%)
Conform recensământului din 2001, majoritatea populației așezării de tip urban Vîșneve era vorbitoare de ucraineană (93,94%), existând în minoritate și vorbitori de rusă (5,86%).